# كاميرا التصوير الحراري

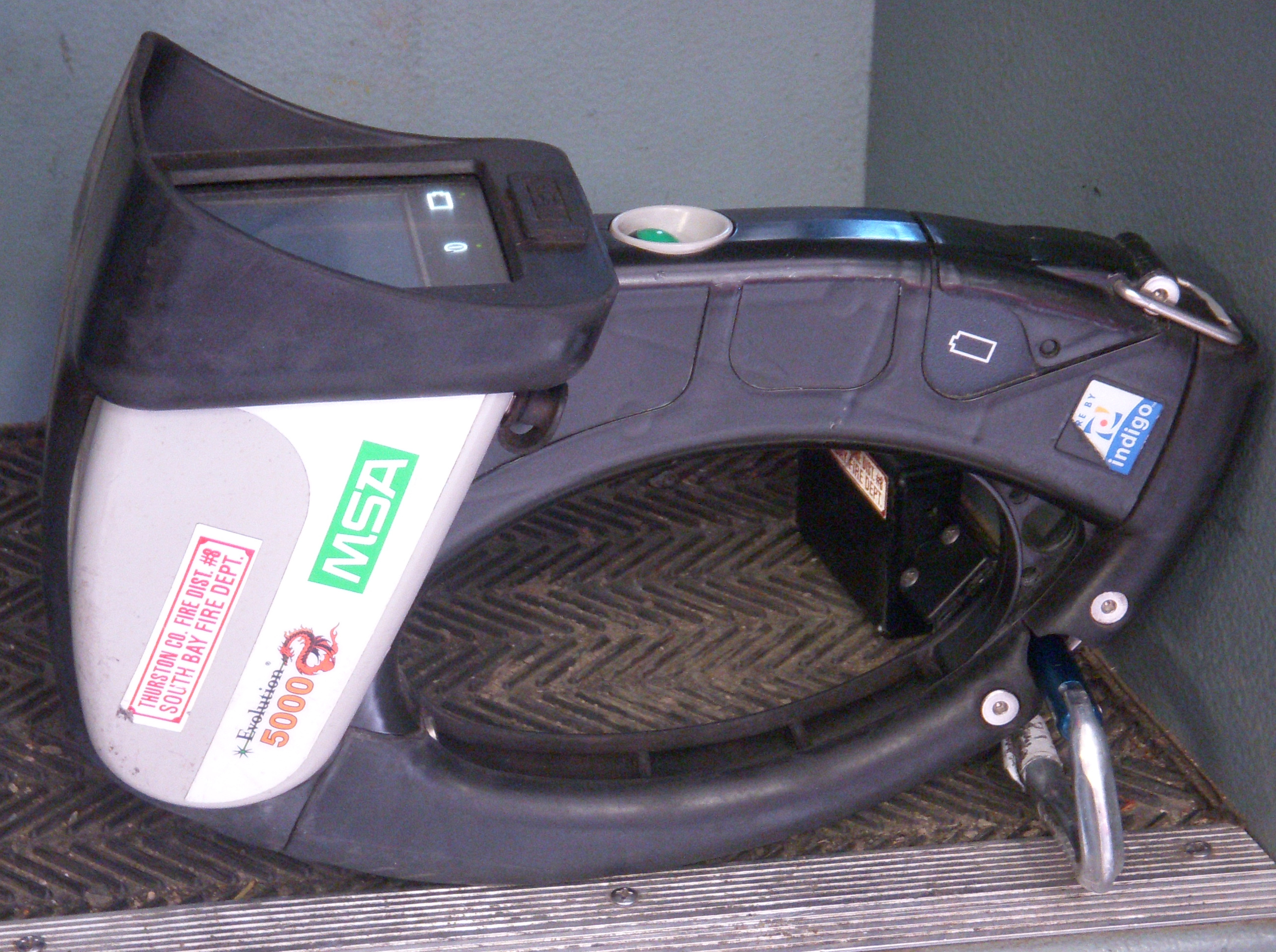

كاميرا التصوير الحراري هي نوه من أنواع الكميرات الحرارية تستخدم في الإطفاء. باعتماد الأشعة تحت الحمراء كضوء مرئي. تسمح مثل هذه الكاميرات لرجال الإطفاء برؤوية الأماكن الحارة خلال الدخان أو الظلام أو الحواجز النفوذة للجرارة. عادة ماتكون هذه الكاميرات محمولة باليد، لكن من الممكن أن توضع على الخوذ. وقد صممت بشكل تستطيع مقاومة الماء والحرارة والصدمات القوية وذلك لتحمل الأحداث والمخاطر التي قد تتعرض لها أثناء مكافحة الحرائق. ولأنها تعتبر من المعدات الباهظة الثمن، فإن استخدامها ازداد بشكل ملحوظ عبر المنح الحكومية في الولايات المتحدة الأمريكية بعد أحداث 11 سبتمبر 2001. تلتقط هذه الكاميرا حرارة الأجسام وتستخدم عادة عندما يوجد أشخاص محاصرين ولا يعلم مكانهم.

## التركيب
تتألف كاميرا التصوير الحراري من خمس مكونات أساسية: النظام البصري والكاشف ومكبر الإشارة ومعالج الإشارة وجهاز العرض.